# Thám tử lừng danh Conan: Con mắt bí ẩn ngoài biển xa
Thám tử lừng danh Conan: Con mắt bí ẩn ngoài biển xa  (Nhật: 名探偵コナン 絶海の探偵 Hepburn: Meitantei Konan: Zekkai no Puraibēto Ai) là bộ phim hoạt hình chính thứ 17 của bộ truyện tranh Thám tử lừng danh Conan với nhân vật chính là Kudo Shinichi. Bộ phim ra mắt vào ngày 20 tháng 4 năm 2013 tại Nhật Bản. Phim được chiếu tại Việt Nam trên kênh HTV3 vào ngày 26 tháng 3 năm 2017.

## Nội dung
Lực lượng phòng vệ bờ biển Nhật Bản tổ chức một chuyến đi trên chiếc tàu chiến mới xuất xưởng mang tên Aegis của họ, chuyến đi mà gia đình thám tử Mori, Conan và các thành viên trong Đội thám tử nhí được tham gia. Tuy nhiên, đang giữa cuộc hành trình, một thành viên của tàu đã thiệt mạng và một quả bom được tìm thấy thì một âm mưu phá hoại, đe dọa Nhật Bản hết sức nghiêm trọng đã bắt đầu. Sau đó Conan khám phá ra kẻ gây án là 1 mật thám bí danh X, làm việc cho 1 quốc gia bí ẩn nào đó, và X đang có mặt trên tàu. X là ai? X liên quan tới con tàu chứa thuốc nổ như thế nào? Bóng ma X dần dần đe dọa Conan và những người bạn đồng hành trên tàu. Một sự kiện kinh thiên động địa có sức chấn động toàn nước Nhật sẽ xảy ra? Và tất cả đều bắt nguồn từ tàu chiến Aegis?

## Lồng tiếng
| Nhân vật            | Diễn viên lồng tiếng | Diễn viên lồng tiếng |
| ------------------- | -------------------- | -------------------- |
| Nhân vật            | Nhật Bản             | Việt Nam             |
| Edogawa Conan       | Takayama Minami      | Hoàng Khuyết         |
| Kudo Shinichi       | Yamaguchi Kappei     | Hoàng Khuyết         |
| Mouri Ran           | Yamazaki Wakana      | Thúy Hằng            |
| Mouri Kogoro        | Koyama Rikiya        | Trần Vũ              |
| Hattori Heiji       | Horikawa Ryo         | Quang Tuyên          |
| Takagi Wataru       | Takagi Wataru        | Quang Tuyên          |
| Toyama Kazuha       | Miyamura Yuko        | Thu Hiền             |
| Suzuki Sonoko       | Matsui Naoko         | Ngọc Quyên           |
| Tiến sĩ Agasa       | Ogata Kenichi        | Chơn Nhơn            |
| Munekawa Tsutomu    | Amada Masuo          | Hạnh Phúc            |
| Haibara Ai          | Hayashibara Megumi   | Ái Phương            |
| Yoshida Ayumi       | Iwai Yukiko          | Kim Ngọc             |
| Tsuburaya Mitsuhiko | Ōtani Ikue           | Chánh Tín            |
| Kojima Genta        | Takagi Wataru        | Thiện Trung          |
| Sekiguchi Makoto    | Narita Ken           | Trần Vũ              |
| Thanh tra Megure    | Chafurin             | Trí Luân             |
| Sato Miwako         | Yuya Atsuko          | Huyền Trang          |
| Tateishi Yukio      | Hirota Kousei        | Tất My Ly            |
| Fujii Nanami        | Shibasaki Kou        | Linh Phương          |
| Inoue Fumitada      | Kono Yoshiyuki       | Tuấn Anh             |
| Sekiguchi Makoto    | Narita Ken           | Quang Tuyên          |
| Sasaura Yousuke     | Mizuuchi Kiyomitsu   | Trần Vũ              |
| Sakuma Jugo         | Aso Keitaro          | Tấn Phong            |
| Abiko Yuji          | Mori Kenichi         | Minh Vũ              |
| Amemiya Yuuki       | Mita Yuko            | Thanh Lộc            |

## Âm nhạc
Tựa đề của nhạc phim này mang tên là 'Bản nhạc gốc của Thám tử lừng danh Conan "Con mắt bí ẩn ngoài biển xa" (名探偵コナン「絶海の探偵」オリジナル·サウンドトラック, Meitantei Konan "Zekkai no Private Eye" Orijinaru· saundotorakku)' chứa 75 bài hát lồng trong bộ phim và được phát hành vào ngày 17 tháng 4 năm 2013
Nhạc kết cho bộ phim trên là bài hát One More Time của Kazuyoshi Saito.